# Saint-André-des-Eaux (Côtes-d’Armor)
Saint-André-des-Eaux (bret. Sant-Andrev-an-Dour) – miejscowość i gmina we Francji, w regionie Bretania, w departamencie Côtes-d’Armor.
Według danych na rok 1990 gminę zamieszkiwały 204 osoby, a gęstość zaludnienia wynosiła 39 osób/km² (wśród 1269 gmin Bretanii Saint-André-des-Eaux plasuje się na 992. miejscu pod względem liczby ludności, natomiast pod względem powierzchni na miejscu 1010.).